# Paratetrapedia volatilis
Paratetrapedia volatilis là một loài Hymenoptera trong họ Apidae. Loài này được Smith mô tả khoa học năm 1879.